# Руагъярви
Руагъярви — озеро на территории Поросозерского сельского поселения Суоярвского района Республики Карелии.

## Общие сведения
Площадь озера — 4,1 км², площадь водосборного бассейна — 577 км². Располагается на высоте 156,2 метров над уровнем моря.
Форма озера продолговатая: оно вытянуто с севера на юг. Берега изрезанные, каменисто-песчаные, местами заболоченные.
Через озеро течёт река Безглазая (в нижнем течении — Гумарина), которая, беря начало из Котчозера, протекает через цепочку озёр Таразмо (с притоком реки Юнгаса) → Совдозеро → Хейзъярви → Руагъярви → Маймъярви → Пейярви, после чего впадает в реку Ломнезерку, впадающую в озеро Селецкое.
Ближе к западному берегу озера расположен один некрупный остров без названия.
Вдоль восточного берега озера проходит лесная дорога.
Код объекта в государственном водном реестре — 02020001111102000007260.